# Чабурка
Чабурка (Amanita ovoidea) је једна од највећих врста гљива. Јестива је и уз добру припрему може бити веома укусна. Веома је масивна па је самим тим изразито тешка. Богата је дебелим месом. Медитеранска је врста и спада у род Amanita. 

## Клобук
Клобук ове гљиве развија се под земљом, стварајући испупчења, те ако ту раскопамо можемо веома рано затећи покрупне примјерке иако још нерастворене. Они су тада потпуно правилно и глатко заобљено полулоптаст али и кад сазрију ријетко ће се кад поравнати. У младих се и са горње стране могу уз руб видјети, попут вијенца уокруг, сњежнобијеле пахуљице које су њежне као да су од сапунице. Оне могу и са доње стране руба створити зупчасти вез као обруч меког вела од којег ће настати манжетна. Руб није урезан ни исцрткан (осим у старости, и то изнимно), дебео је и заобљен. Кожица је сува, а током влажног времена се сјаји; врло је дебела, но лако се скида. Површина је потпуно глатка и бијела али у неким случајевима може да варира и до кремжућкасте.

## Листићи
Листићи су слободни, густи, дебели, лелујави и широки од 6-12 милиметара. Временом дно постаје мало ружичасто, али остатак гљиве задржава бијелу боју.

## Отрусина
Отрусина или другачије отисак спора је бијел.

## Стручак
Стручак је од 10-22 cm дужине а од 3-7,5 cm ширине. У овоме је такође рекордер у Аманита. Према доле се постепено шири и прелази у издуљену, попут репе корјенасту булбу. Око те булбе обављена је снажна, дебела врло постојана овојница у облику вреће висока и до 4 cm. Одозго неравно усјечена али слободна. Испод ње као да се назире друга овојница, али од исте оне пјенасто-пахуљасте, попут креме која се налази и по осталим дијеловима стручка. Већ на лаки додир прста оста ће нам бијели трагови те ˝креме˝ на прсту. Ово су остаци распаднутог посебног велума, за разлику од кожнатотврдог, који гради волву и понбекад оставља крпе на клобуку.

## Месо
Месо је сочно, једро, сњежнобијело, не мијења боју а клобук је дебео и више од 2 цениметра. Укус благ, мирис рапханоидан(између репе и хрена). Приликом кварења има мирис поквареног телећег меса.

## Микроскопија
Споре hyalidne, amyloidne, elipsoidne, по литератури 10-12/6,5-7,5 ми, у нас већином 8-9,5/6 ми, односно 9,5-11/6,5-7 ми у унутрашњости.

## Станиште и распрострањеност
Ово је медитеранска врста која спада међу најћешће и најраспрострањеније гљиве из рода Amanita. Налази се од Словенског приморја до наших јужних граница, посвуда у медитеранском појасу и по отоцима – и уз храстове и уз борове – али продире и доста дубоко у копно, све до Долењског и до Борачког језера крај Коњица. Расте на отворенијим мјестима, често у великим колонијама.

## Јестивост
Ко у гљива воли мирис репе, тај веома хвали ову. У сваком случају, издашна је. Најбоља је пржена или на жару. У Копру је тржишна гљива. У Конавалима, гдје се једу само двије врсте гљива, једе се и она али под именом чабурка. Опрез од замјене с бијелом пупавком!

## Сличне врсте
С обзиром на величину, масивност, бијелу боју и облик, могла би се поткрасти једино Гилбертова повојњача. Она нема кремасто мек прстен, него опнаст и постојан, те цилиндричне споре. Досада је нађена само у прољеће. Она је јестива.